# Північна-Здруй (гміна)
Гміна Північна-Здруй (пол. Gmina Piwniczna-Zdrój) — місько-сільська гміна у південній Польщі. Належить до Новосондецького повіту Малопольського воєводства.
Станом на 31 грудня 2011 у гміні проживало 10693 особи.

## Площа
Згідно з даними за 2007 рік площа гміни становила 126.70 км², у тому числі:
- орні землі: 30.00%
- ліси: 65.00%

Таким чином, площа гміни становить 8.17% площі повіту.

## Адміністративний поділ
- місто: Пивнична-Здрій
- солтиства: Верхомля Велика, Верхомля Мала, Глибоке, Зубрик, Кокушка, Лімниця-Здрій, Млодув
- колонія: Німцова

## Історія
До виселення лемків у 1945 році в СРСР та депортації в 1947 році в рамках акції Вісла у селах гміни були греко-католицькі церкви парафій Мушинського деканату:
- парафія Вірхомля Велика: Верхомля Велика, Верхомля Мала, Лімниця, Пивнична, Кокушка
- парафія Жеґестів: Зубрик

## Населення
Станом на 31 грудня 2011:
| Опис     | Загалом | Загалом | Чоловіки | Чоловіки | Жінки | Жінки |
| -------- | ------- | ------- | -------- | -------- | ----- | ----- |
| одиниця  | осіб    | %       | осіб     | %        | осіб  | %     |
| все      | 10693   | 100     | 5302     | 49.58    | 5391  | 50.42 |
| міське   | 6004    | 100     | 2977     | 49.58    | 3027  | 50.42 |
| сільське | 4689    | 100     | 2325     | 49.58    | 2364  | 50.42 |

## Сусідні гміни
Гміна Північна-Здруй межує з такими гмінами: Лабова, Мушина, Навойова, Ритро, Щавниця.